# 辣莸属
辣莸属（学名：Garrettia）是马鞭草科下的一个属，为灌木植物。该属仅有辣莸（Garrettia siamensis）一种，分布于印度尼西亚（爪哇）、泰国和中国云南南部。